# 西白眉长臂猿
西白眉长臂猿（学名：Hoolock hoolock）一种分布于印度东部、孟加拉国东部、缅甸西部以及中国西藏自治区东南部的灵长类动物，是白眉长臂猿属的指名种，属于中国国家一级保护野生动物。

## 形态特征
西白眉长臂猿雌雄异色，雄性褐黑色或暗褐色，具白色眼眉；雌性大部灰白或灰黄色，眼眉较为浅淡。